# آنا كورتيس
آنا كورتيس (بالإسبانية: Ana Cortés)‏ هي رسامة تشيلية، ولدت في 24 أغسطس 1895 في سانتياغو في تشيلي، وتوفيت في 5 يناير 1998.